# フランチェスコ・ピーオ・エスポージト
フランチェスコ・ピーオ・エスポージト（Francesco Pio Esposito, 2005年6月28日 - ）は、イタリア・カステッランマーレ・ディ・スタービア出身のサッカー選手。FCインテルナツィオナーレ・ミラノ所属。ポジションはフォワード。

## 経歴

### クラブ
2005年6月28日、イタリア・カンパニア州のカステッランマーレ・ディ・スタービアに生まれた。FCインテルナツィオナーレ・ミラノの下部組織で育ち、2022-23シーズンのプリマヴェーラ1では30試合に出場し15得点を記録した。
2023年8月1日、セリエBのスペツィア・カルチョに買い取りオプション及び買い戻しオプション付きの期限付き移籍で加入した。14日に行われたコッパ・イタリアのヴェネツィアFC戦で交代出場しプロデビューすると、9月23日に行われたセリエB第6節のACレッジャーナとの試合で初得点を決めた。最終的にリーグ戦全38試合に出場したものの、得点は3ゴールにとどまった。翌2024-25シーズンも期限付き移籍で再びスペツィアに加わると、シーズンを通じてセリエB得点ランク2位となる17ゴールを挙げる活躍を見せた。
2025年6月、保有元のインテルに復帰し、アメリカで行われるFIFAクラブワールドカップ2025に参加した。21日に行われたグループステージ第2節の浦和レッズ戦で、兄のセバスティアーノに代わって後半開始から出場しインテルにデビュー。26日の第3節CAリーベル・プレート戦では先発に名を連ねると、後半に先制点となるインテルでの初得点を決め、MVPにも選出された。

### 代表
17歳で迎えた2023年5月、アルゼンチンで開催された2023 FIFA U-20ワールドカップにU-20イタリア代表の一員として参加し、準々決勝のU-20コロンビア代表戦で得点を挙げるなど、全7試合のうち6試合に出場し準優勝に貢献。7月にはマルタで行われたUEFA U-19欧州選手権2023に参加するU-19イタリア代表のメンバーにも名を連ね、得点こそ初戦のU-19マルタ代表戦で挙げた1得点のみであったものの、全5試合に出場し優勝を果たした。

## 人物
兄のサルヴァトーレとセバスティアーノも共にインテルの下部組織出身のプロサッカー選手である。

## タイトル

### 代表
- UEFA U-19欧州選手権2023 優勝